# تل الدره
تل الدره (به عربی: تل الدرة) یک روستا در سوریه است که در ناحیه مرکزی سلمیه واقع شده‌است. تل الدره ۵٬۹۸۶ نفر جمعیت دارد.